# Dirk Fiala
Dirk Fiala (* 10. September 1949 in Wuppertal) ist ein ehemaliger deutscher Fußballspieler.

## Karriere
Fiala, der gebürtige Wuppertaler, durchlief bis 1968 die Jugendmannschaften des Wuppertaler Sport-Club. Anschließend wechselte er aus Heckinghausen ins Stadion am Zoo, wo er mit dem Wuppertaler SV in der Bundesliga und in der 2. Bundesliga spielte. In der Saison 1974/75 spielte er dreimal in der höchsten deutschen Fußballklasse. Der WSV belegt abgeschlagen mit nur 12 Punkten den letzten Tabellenplatz und stieg in die Zweitklassigkeit ab. In der zweiten Liga bestritt Fiala ein Spiel für Wuppertal. Danach endete seine höherklassige Karriere aufgrund einer Verletzung.
Nach seinem Umzug nach Holtsee übernahm Fiala bei mehreren Vereinen das Traineramt, teilweise als Spielertrainer, unter anderem beim SV Holtsee, VfL Vogelsang-Grünholz, Osdorfer SV und Gettorfer SC.

## Sonstiges
Fiala arbeitete bis zur Versetzung in den Ruhestand 31 Jahre lang im Bauamt der Amtsverwaltung Hüttener Berge.